# Dème d'Akrítes
Le dème d’Akrítes, en grec moderne : Δήμος Ακριτών / Dímos Akritón, est un ancien dème du district régional de Kastoriá, en Macédoine-Occidentale, Grèce. Depuis 2010, il est fusionné au sein du dème de Nestório.
Selon le recensement de 2011, la population du dème s'élève à 669 habitants.